# Tillandsia linearis
Tillandsia linearis là một loài thuộc chi Dứa râu. Đây là loài đặc hữu ở Brasil.

## Hình ảnh

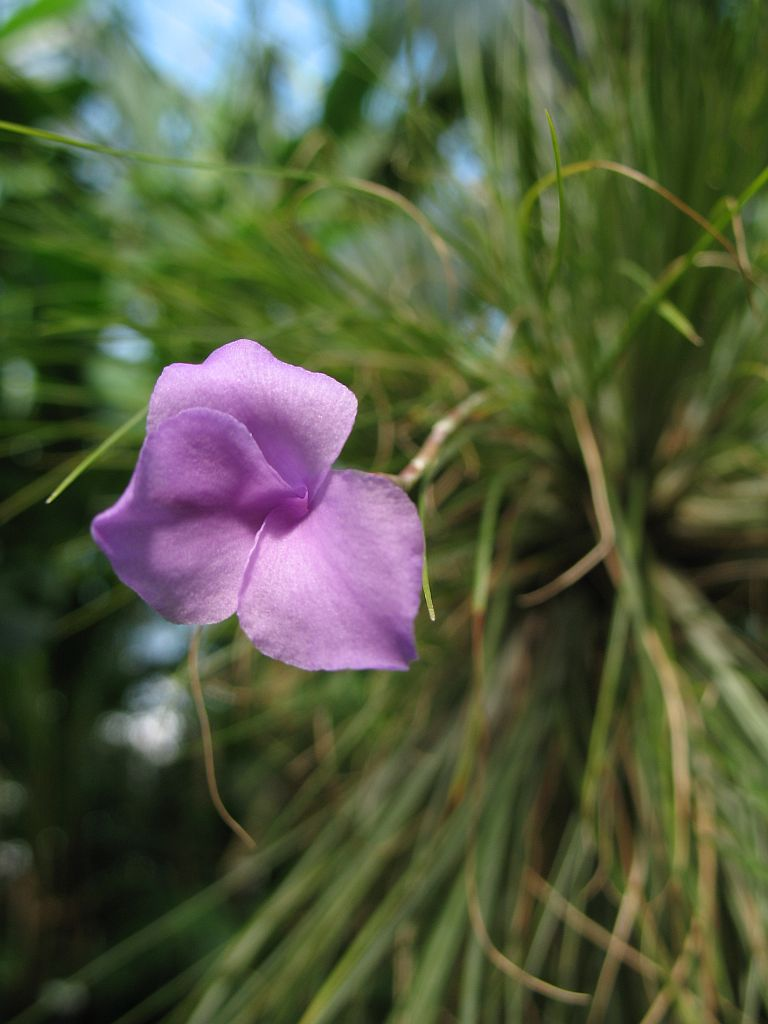
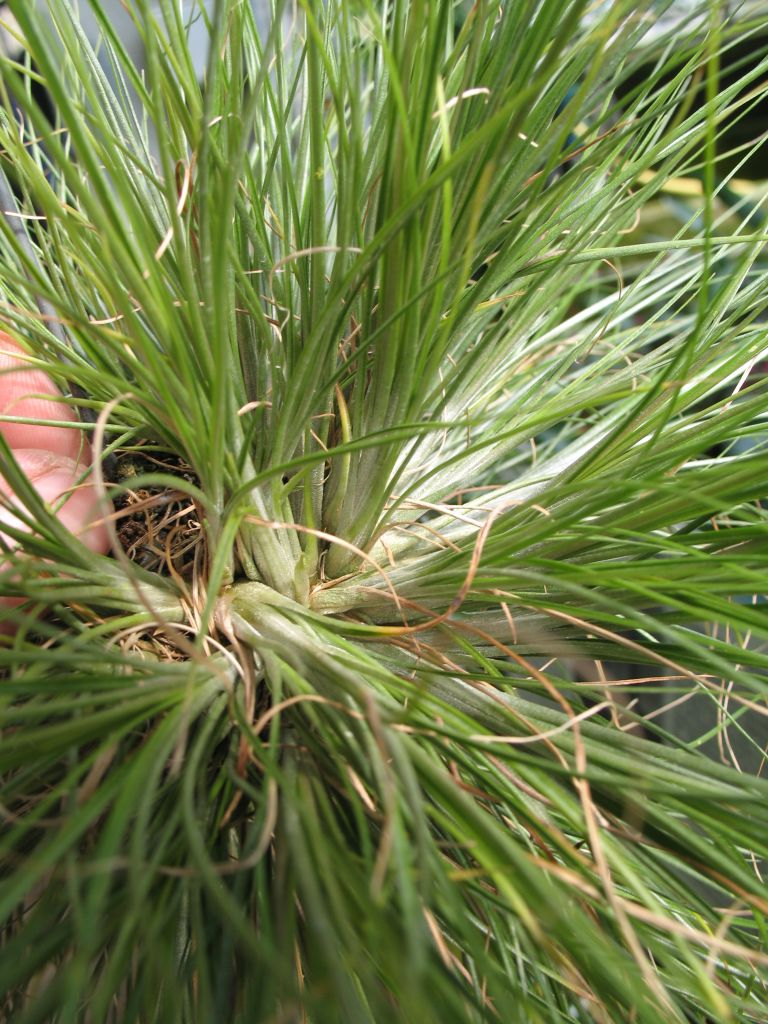
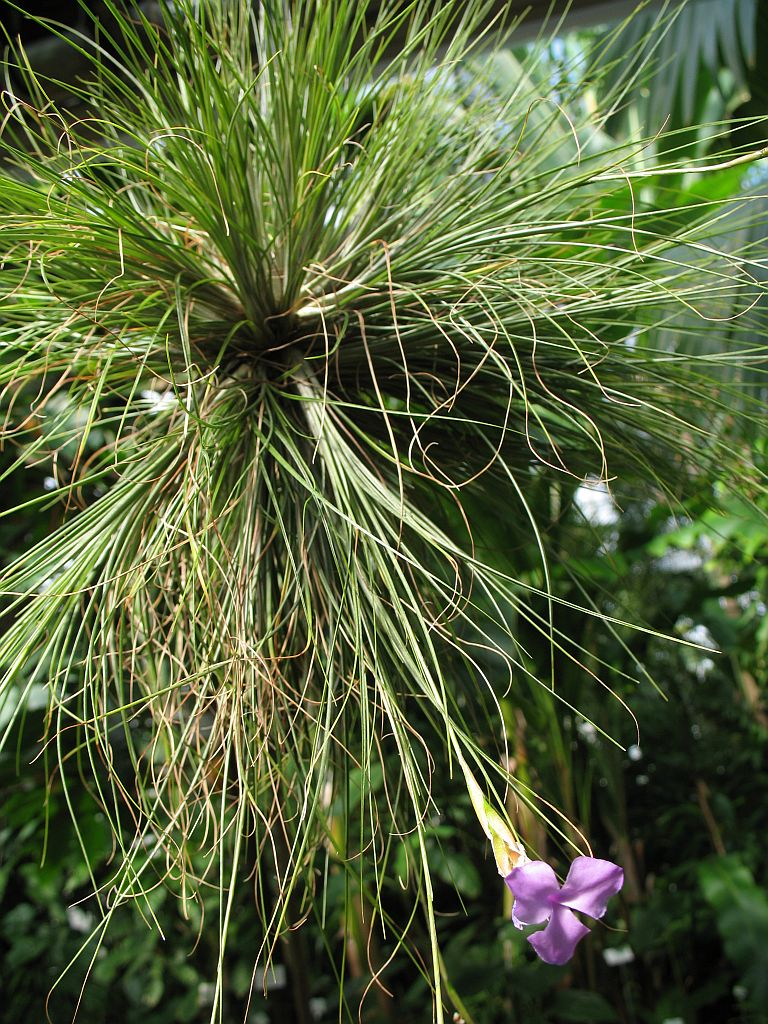